# Cephalotes opacus
Espèce
Synonymes
Cephalotes fossithorax est une espèce de fourmis arboricoles du genre Cephalotes.

## Distribution
Cette espèce est endémique de toute la moitié Nord de l'Amérique du Sud, de l'état brésilien de Bahia jusqu'en Équateur.

## Description
Comme les autres espèces du genre Cephalotes, elles sont caractérisées par l'existence de soldats spécialisés dotés d'une tête surdimensionnée et plate ainsi que des pattes plus plates et plus larges que leurs cousines terrestres, ce qui leur permet d'adopter un comportement phragmotique ou de se déplacer d'un arbre à l'autre dans une forêt,.
Elle fut décrite et classifiée pour la première fois par l'entomologiste suisse Félix Santschi en 1920.